# Гвардабозоне
Гвардабозоне (итал. Guardabosone) је насеље у Италији у округу Верчели, региону Пијемонт.
Према процени из 2011. у насељу је живело 307 становника. Насеље се налази на надморској висини од 471 м.

## Становништво
| 1936. | 1951. | 1961. | 1971. | 1981. | 1991. | 2001. | 2011. |
| ----- | ----- | ----- | ----- | ----- | ----- | ----- | ----- |
| 555   | 501   | 435   | 332   | 323   | 322   | 339   | 340   |